# Temur Chubuluri
Temur Chubuluri (gruz. თემურ ხუბულური; ur. 24 maja 1955 w Skrze) – gruziński judoka. W barwach ZSRR srebrny medalista olimpijski z Moskwy.
Zawody w 1980 były jego jedynymi igrzyskami olimpijskimi. Po medal sięgnął w wadze półciężkiej, do 95 kilogramów. W finale pokonał go Robert Van de Walle. Był mistrzem świata w 1979 i 1981, mistrzem Europy w 1976 i 1979, a srebrnym medalistą tej imprezy w 1981.